# علی رمضانی
علی رمضانی (زاده ۱۷ مرداد ۱۳۶۴، رفسنجان) تهیه‌کننده، مجری و گزارشگر فوتبال تلویزیون و مدیر ورزشی است.

## سرپرست تیم فوتبال مس سرچشمه
وی سرپرست تیم فوتبال مس سرچشمه بود که در سال ۱۳۹۲ و پس از حذف این تیم در مرحله پلی آف لیگ دسته اول فوتبال کشور مقابل پاس همدان از سمت خود استعفاء داد.

## جوانترین گزارشگر تاریخ فوتبال ایران
وی جوانترین گزارشگر تاریخ فوتبال ایران است که با ۱۶ سال به صورت زنده به گزارش مسابقه فوتبال پرداخته است.

## برنامه تلویزیونی عصر ورزش
وی تهیه‌کننده و مجری برنامه پرطرفدار عصر ورزش از شبکه کرمان نیز می‌باشد که این برنامه در سال ۹۵ مجدداً به جای پنجشنبه شب‌ها، سه شنبه شب‌ها از سیمای مرکز کرمان پخش می‌شود.

## سرپرست باشگاه مس کرمان
وی در ۲۱ آبان ۱۳۹۹ و با حکم مدیرعامل شرکت ملی صنایع مس ایران به عضویت در هیئت مدیره و سرپرستی باشگاه فوتبال مس کرمان منصوب شد.

## استعفا از باشگاه مس کرمان
وی در ۱۲ مرداد ۱۴۰۰ برای چهارمین بار در طول فصل از سمت خود استعفا داد که در نهایت این استعفا در تاریخ ۱۷ مرداد ۱۴۰۰ توسط مدیرعامل شرکت ملی صنایع مس ایران پذیرفته شد.

## هیات مدیره باشگاه مس رفسنجان
وی در 28 بهمن 1402 و با حکم مدیرعامل شرکت ملی صنایع مس ایران به عضویت هیات مدیره باشگاه مس رفسنجان منصوب شد. 